# Національна обітниця Сінгапуру

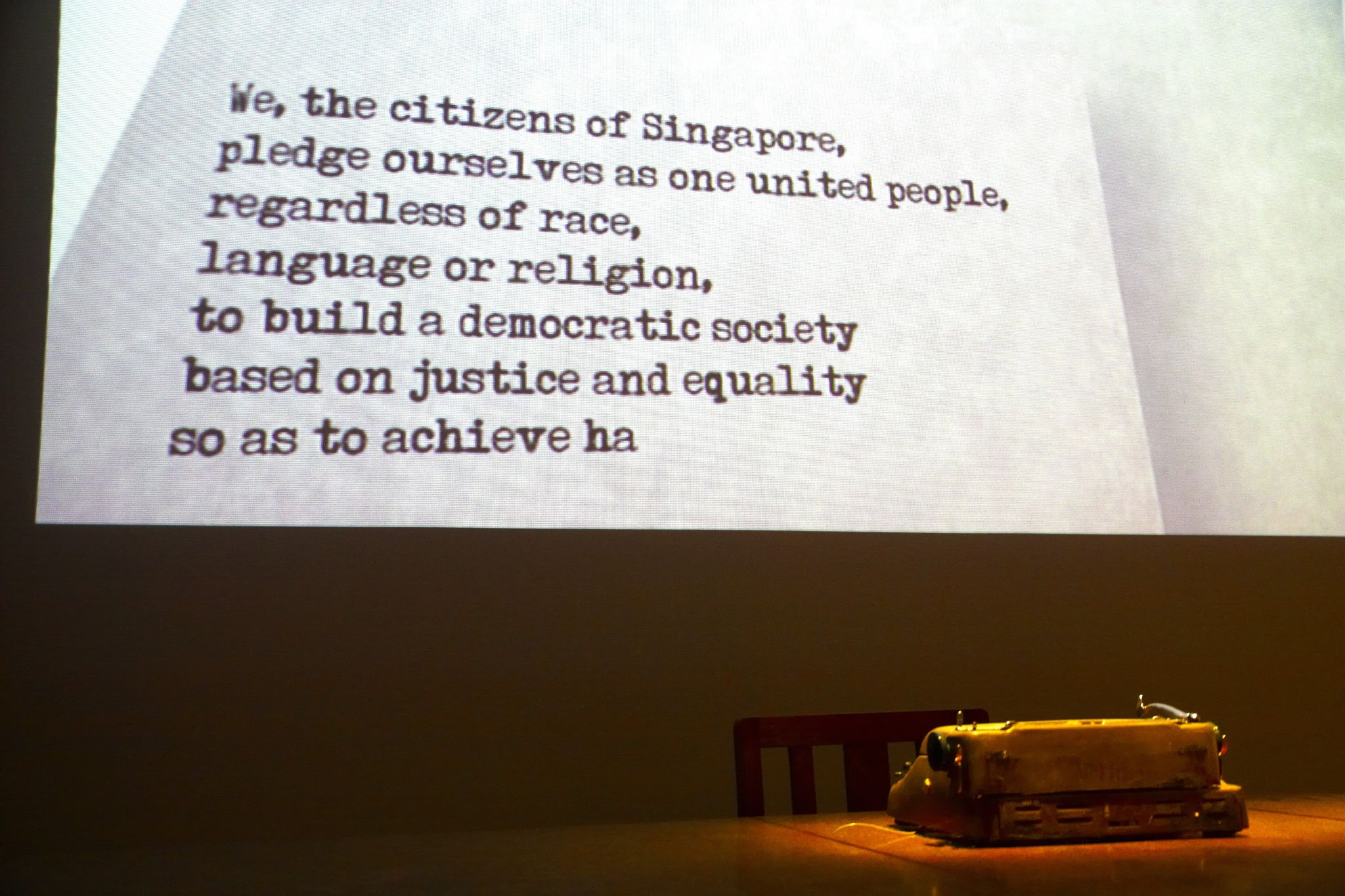
Уривок із національної обітниці на анімованому екрані в експозиції Національного музею Сінгапуру

Національна обітниця Сінгапуру — присяга на вірність Сінгапуру. Її часто декламують в унісон на масових заходах, особливо в школах, в збройних силах Сінгапуру та протягом параду на День національної єдності.

## Створення
Національну обітницю написав Сінатамби Раджаратнам в 1966 році невдовзі після здобуття Сінгапуром незалежності. Раджаратнам пояснив, що була мрія побудувати «Сінгапур яким можна пишатись». Він вважав мову, етнічну належність та релігію чинниками, які розколюють країну. Але обітниця наголошує, що ці відмінності можна подолати, якщо сінгапурцям буде небайдужа їхня країна. Чернетку подали прем’єр-міністру Лі Куаню Ю, який вніс свої правки перед розглядом в кабінеті міністрів.

## Обітниця
Національна обітниця звучить так:
We, the citizens of Singapore,
pledge ourselves as one united people,
regardless of race, language or religion,
to build a democratic society
based on justice and equality
so as to achieve happiness, prosperity and
progress for our nation.

### Малайська версія
Kami, warganegara Singapura,
sebagai rakyat yang bersatu padu,
tidak kira apa bangsa, bahasa, atau ugama,
berikrar untuk membina suatu masyarakat yang demokratik,
berdasarkan kepada keadilan dan persamaan
untuk mencapai kebahagiaan,
kemakmuran dan kemajuan bagi negara kami.